# Кероген
Кероген (англ. kerogen, нім. Kerogen-Gestein) — геохімічно перетворений залишок органічної речовини, тверда, нерозчинна органічна речовина в осадових породах. Зокрема, частина горючих сланців, високов'язкої нафти.
Частина розсіяної органічної речовини осадових гірських порід (низьких стадій перетворення), нерозчинна в органічних розчинниках; асоціація різнорідних детритних і тонкодисперсних органічних залишків, перетворених головним чином в анаеробних умовах.
Вміст керогену в горючих сланцях — до 60 %, найчастіше 15–35 %.
У земній корі є близько 650 трлн т керогену горючих сланців, тоді як запаси нафти становлять лише 2 трлн т.
Елементний склад керогену в зоні катагенезу (%):
- сапропелевого типу: С — 64–93; Н — 6–10; О — 0–25; N — 0,1–4,0; S — 0–8;
- гумусово-сапропелевого типу: С — 64–96; Н — 1–5; О — 3–25; N — 0,1–2,0; S — 0,1–3,0.

При метаморфізмі зростає частка С і зменшується частка Н та гетероелементів.
За структурою кероген є макромолекулами, складеними з конденсованих карбоциклічних ядер, з'єднаних гетероатомними зв'язками або аліфатичними ланцюжками.